# 오픈 워터
《오픈 워터》(영어: Open Water)는 2003년 개봉한 미국의 생존 공포 스릴러 영화이다. 크리스 켄티스가 연출, 각본, 편집을 맡고 아내인 로라 류가 제작하였으며, 두 사람이 함께 촬영하였다. 1998년 미국의 톰과 아일린 로너건 부부가 오스트레일리아 북동부 산호해로 스쿠버 다이빙 단체 관광을 갔다가 주최측의 인원 확인 소홀로 돌아가는 배에서 누락되어 망망대해에 방치된 뒤 그대로 영영 실종된 실제 사건을 바탕으로 하고 있다. 제19회 선댄스 영화제에서 상영된 후 라이언스 게이트 엔터테인먼트에서 배급권을 사들여 미국에서 개봉하였다.

## 줄거리
관계 회복을 위해 스쿠버 다이빙 관광 여행을 온 커플 수전과 대니얼은 인원 파악을 잘못한 회사의 실수로 상어가 출몰하는 망망대해에 버려지면서 생존을 위해 사투를 벌이게 된다.
상어, 해파리는 물론 물린 자리의 살점을 파먹는 작은 물고기들의 공격까지 받은 끝에 대니얼은 먼저 사망하고 수전은 구조의 기미가 보이지 않자 스쿠버 장비를 벗고 물밑으로 하강해 자살한다.
후에 한 어선이 상어 한 마리를 잡아 배를 가른 뒤 이들 커플의 소유물로 보이는 수중 카메라를 발견하고 무심히 잡담을 하는 장면으로 끝이 난다.

## 출연진
- 블랜처드 라이언 - 수전 왓킨스 역
- 대니얼 트래비스 - 대니얼 킨트너 역

## 속편
2006년 이 영화와는 별개로 제작이 시작된 독일의 영어 영화가 이 영화의 성공 이후 이 영화의 제목을 빌어 《Open Water 2: Adrift》(한국 제목: 어드리프트)로 개봉하였다.

## 같이 보기
- 생존 영화